# Kamienica Michała Malinowskiego w Białymstoku
Kamienica Michała Malinowskiego – kamienica w Białymstoku, wybudowana na przełomie XIX i XX wieku. Należała do Michała Malinowskiego.
W budynku mieściła się masarnia. W 1986 kamienicę wpisano do rejestru zabytków.